# Grangea
 Grangea  Adans., 1763 è un genere di piante angiosperme dicotiledoni della famiglia delle Asteraceae, sottofamiglia Asteroideae, tribù Astereae (Bellis lineage) e sottotribù Grangeinae.

## Etimologia
Il nome del genere è stato assegnato dal botanico francese di origine scozzese Michel Adanson (1727 – 1806) probabilmente per commemorare il nome "Grange".
Il nome scientifico del genere è stato definito dal botanico Michel Adanson (1727-1806) nella pubblicazione " Familles des Plantes (Adanson)" ( Fam. Pl. (Adanson) 2: 121) del 1763.

## Descrizione

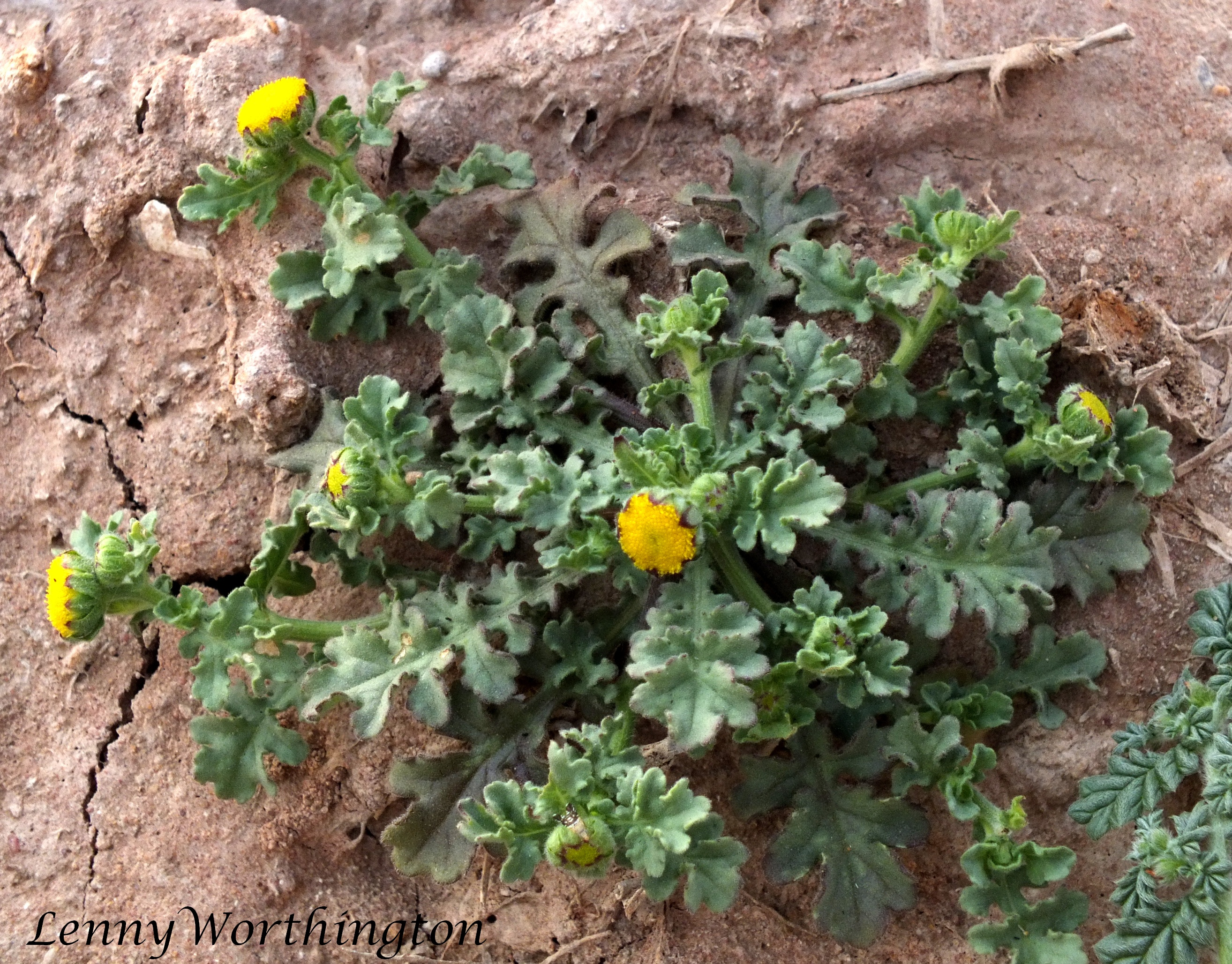
Il portamento
Grangea maderaspatana

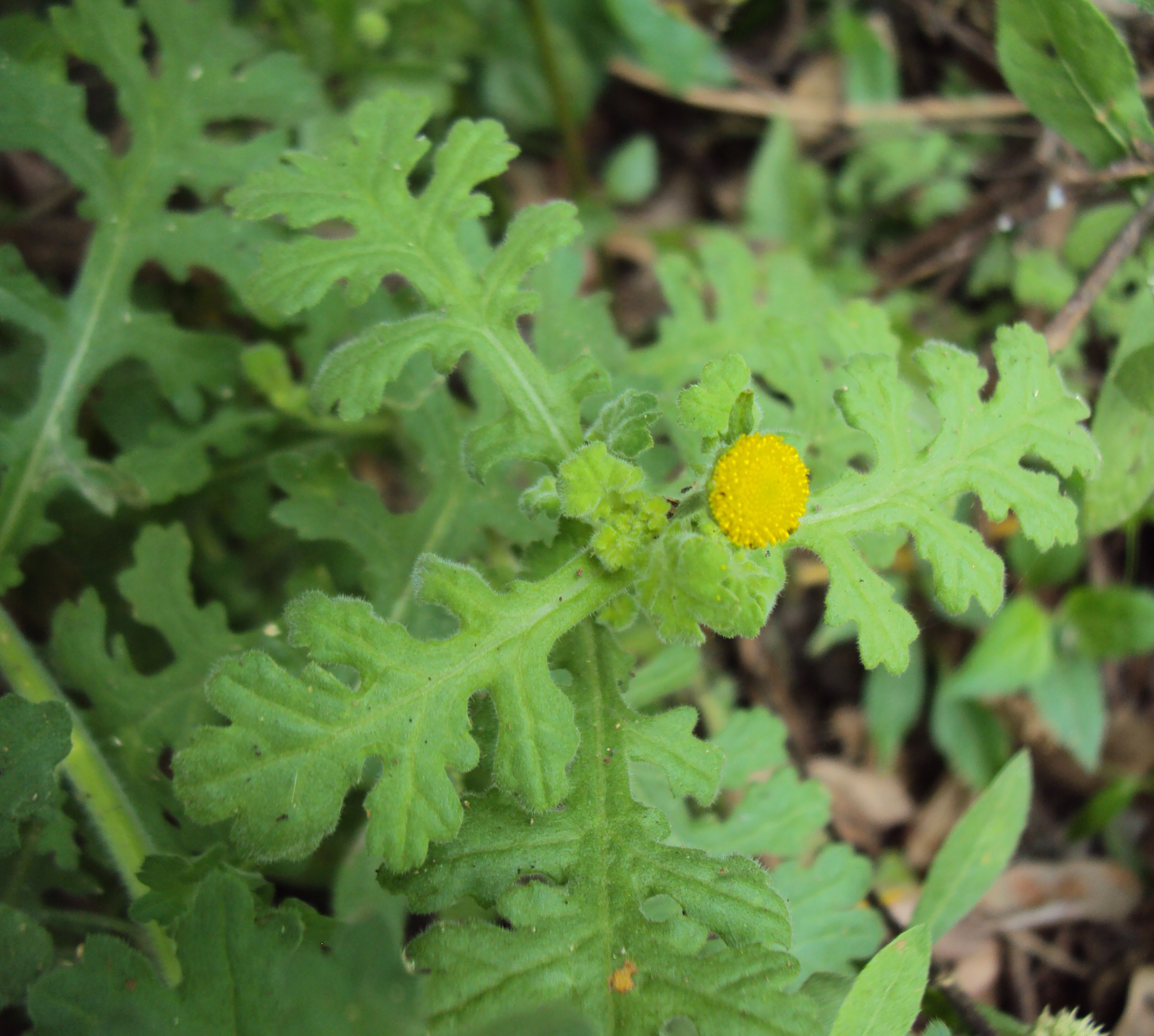
Le foglie
Grangea maderaspatana

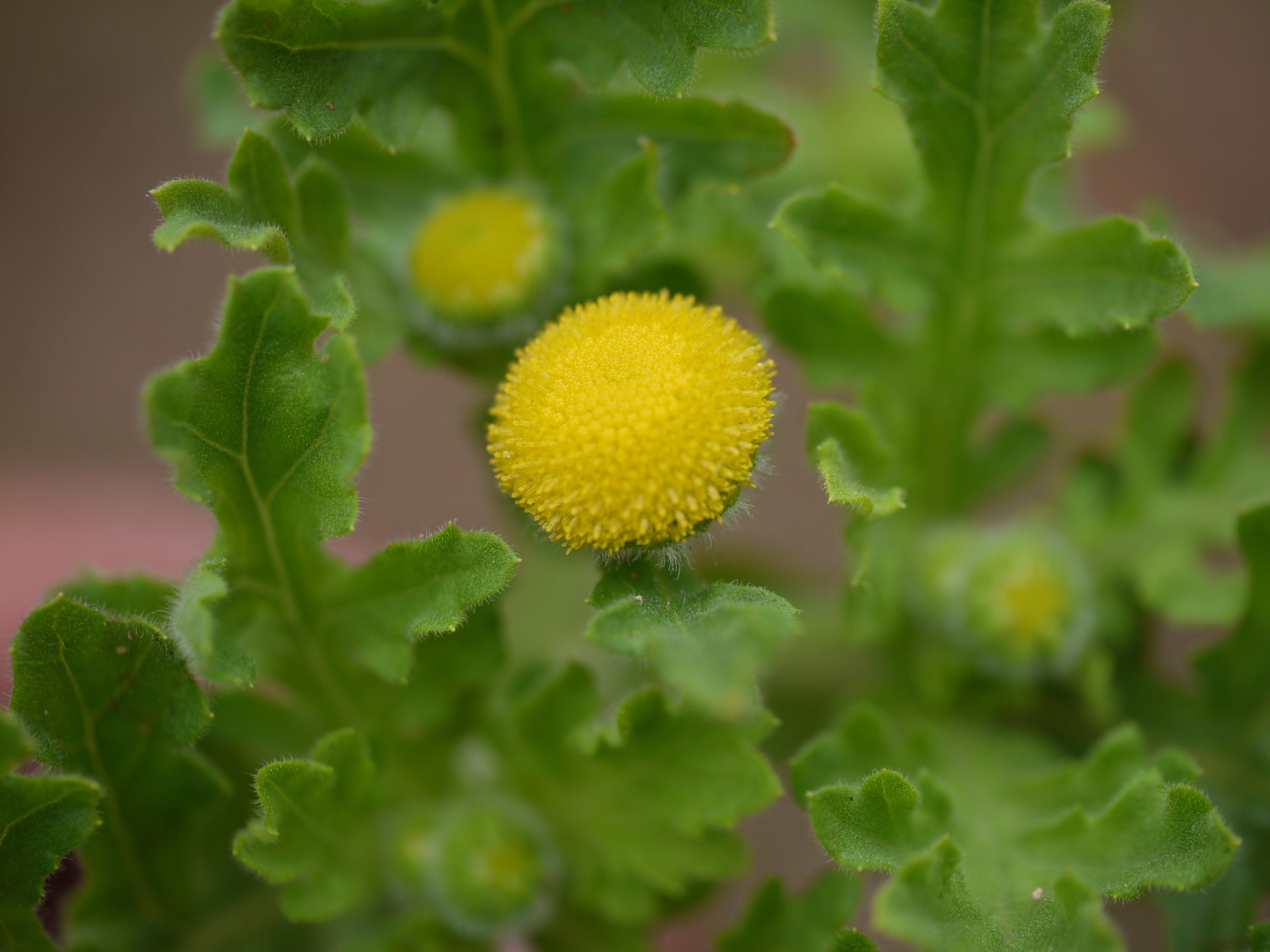
Infiorescenza
Grangea maderaspatana

Portamento. Le specie di questo genere hanno un habitus di tipo erbaceo annuale (o subperenne) con superfici normalmente ghiandolose.
Fusto. La parte aerea in genere è suberetta, ma più facilmente è prostrata. 
Foglie. Le foglie in genere sono disposte in modo alternato, picciolate o sessili. La lamina varia da oblungo-obovata a spatolata, lirato-pennatifida o seghettato-dentata con diversi lobi per lato. Ogni lobo a sua volta è dentato.
Infiorescenza. Le sinflorescenze, in posizione opposta alle foglie, sono sia scapose (capolini solitari) che composte da alcuni (3 - 6) capolini raccolti in sciolte formazioni corimbose. Le infiorescenze vere e proprie sono composte da un capolino terminale peduncolato di tipo disciforme globoso. I capolini sono formati da un involucro, con forme da emisferiche a subglobose, composto da diverse brattee, al cui interno un ricettacolo fa da base ai fiori di due tipi: fiori del raggio e fiori del disco. Le brattee, non carenate, con margini membranosi e a consistenza erbacea, sono disposte in modo più o meno embricato su 1 - 3 serie. Il ricettacolo è nudo, senza pagliette a protezione della base dei fiori; la forma varia da emisferica a conica.
Fiori.  I fiori sono tetra-ciclici (formati cioè da 4 verticilli: calice – corolla – androceo – gineceo) e pentameri (calice e corolla formati da 5 elementi). Si distinguono in:
- fiori del raggio (esterni): sono femminili e sono disposti su 2 o più serie; la forma è ligulata (zigomorfa);
- fiori del disco (centrali): sono più numerosi con forme brevemente tubulose (attinomorfe); sono ermafroditi.

- Formula fiorale:

*/x K {\displaystyle \infty }, [C (5), A (5)], G 2 (infero), achenio
- Calice: i sepali del calice sono ridotti ad una coroncina di squame.

- Corolla: 
  - fiori del raggio: la forma della corolla alla base è strettamente imbutiforme o campanulata, mentre all'apice è cilindrica le ligule sono assenti o appena sporgenti l'involucro con 2 - 4 denti terminali; il colore è giallo;
  - fiori del disco: la forma è tubulare-campanulata terminante in modo cilindrico con 4 - 5 lobi più o meno deltati; il colore è giallo.

- Androceo: l'androceo è formato da 5 stami sorretti da filamenti generalmente liberi; gli stami sono connati e formano un manicotto circondante lo stilo; le teche (produttrici del polline) alla base sono ottuse; le appendici apicali delle antere hanno delle forme lanceolate; il tessuto endoteciale (rivestimento interno dell'antera) è quasi sempre polarizzato (con due superfici distinte: una verso l'esterno e una verso l'interno). Il polline è sferico con un diametro medio di circa 25 micron;  è tricolporato (con tre aperture sia di tipo a fessura che tipo isodiametrica o poro) ed è echinato (con punte sporgenti).[10][13]

- Gineceo: l'ovario è infero uniloculare formato da 2 carpelli.[6] Lo stilo (il recettore del polline) è profondamente bifido (con due stigmi divergenti) e con le linee stigmatiche marginali separate.[14] I due bracci dello stilo hanno una forma troncata, ottusa o con appendici triangolari.

Frutti. I frutti sono degli acheni con pappo; in alcune specie è presente un certo dimorfismo (gli acheni dei fiori del raggio differiscono dagli acheni dei fiori del disco);
- achenio: gli acheni, con forme ellissoidi compresse, con 4 nervature laterali (o angoli) e setolosi, possono essere sia ghiandolosi che privi di ghiandole; la parete dell'achenio è formata da celle contenenti rafidi ma prive di fitomelanina; il carpoforo normalmente è anulare; le setole talvolta hanno delle punte a forma di ancora;
- pappo: il pappo è assente o con alcune lacinie o denti disposti in un anello coroniforme.

## Biologia
Impollinazione: l'impollinazione avviene tramite insetti (impollinazione entomogama tramite farfalle diurne e notturne).

Riproduzione: la fecondazione avviene fondamentalmente tramite l'impollinazione dei fiori (vedi sopra).

Dispersione: i semi (gli acheni) cadendo a terra sono successivamente dispersi soprattutto da insetti tipo formiche (disseminazione mirmecoria). In questo tipo di piante avviene anche un altro tipo di dispersione: zoocoria. Infatti gli uncini delle brattee dell'involucro (se presenti) si agganciano ai peli degli animali di passaggio disperdendo così anche su lunghe distanze i semi della pianta. Inoltre per merito del pappo il vento può trasportare i semi anche a distanza di alcuni chilometri (disseminazione anemocora).

## Distribuzione e habitat
Le specie di questo genere sono distribuite in Africa centrale e meridionale e Asia meridionale.

## Sistematica
La famiglia di appartenenza di questa voce (Asteraceae o Compositae, nomen conservandum) probabilmente originaria del Sud America, è la più numerosa del mondo vegetale, comprende oltre 23.000 specie distribuite su 1.535 generi, oppure 22.750 specie e 1.530 generi secondo altre fonti (una delle checklist più aggiornata elenca fino a 1.679 generi). La famiglia attualmente (2021) è divisa in 16 sottofamiglie; la sottofamiglia Asteroideae è una di queste e rappresenta l'evoluzione più recente di tutta la famiglia.

### Filogenesi
La tribù Astereae (una delle 21 tribù della sottofamiglia Asteroideae) comprende circa 40 sottotribù. In base alle ultime ricerche nella tribù sono stati individuati (provvisoriamente) 5 principali lignaggi:
- Basal grade: include alcuni generi isolati, il gruppo "South American-Oceania",  alcune sottotribù africane e il gruppo dei generi legnosi del Madagascar.
- Bellis lineage: comprende le sottotribù eurasiatiche e una sottotribù africana.
- Aster lineage: include i generi asiatici di Asterinae e i principali gruppi dell'Australia e dell'Oceania.
- Baccharis lineage: include alcuni gruppi sudamericani.
- North American lineage: include la vasta gamma di sottotribù del Nordamerica, Messico e alcuni gruppi distribuiti nel Sudamerica.

Il genere  Grangea (insieme alla sottotribù Grangeinae) è incluso nel lignaggio "Bellis lineage" relativo agli areali dell'Africa, Madagascar e Asia sud-est. La sottotribù Grangeinae è divisa in tre gruppi: un gruppo eterogeneo, uno denominato "Psiadia group" e alcuni taxa Incertae sedis. Il genere di questa voce è incluso nel primo gruppo.
I caratteri distintivi del genere sono:
- il ricettacolo varia da emisferico a conico oppure è colonnare;
- la corolla dei fiori del disco ha dei lobi ampi e patenti;
- il pappo è parzialmente fuso in una corona di scaglie dentate o lacerate.

### Elenco delle specie
Questo genere ha 10 specie:
- Grangea anthemoides O.Hoffm.
- Grangea ceruanoides  Cass.
- Grangea gossypina  (Baker) Fayed
- Grangea grangeoides  (J.-P.Lebrun & Stork) Beentje & O.Lachenaud
- Grangea jeffreyana  Fayed
- Grangea lyrata  (DC.) Fayed
- Grangea madagascariensis  Vatke
- Grangea maderaspatana  (L.) Poir.
- Grangea ogoouensis  O.Lachenaud & Beentje
- Grangea zambesiaca  Fayed

### Sinonimi
Sono elencati alcuni sinonimi per questa entità:
- Akeassia J.-P.Lebrun & Stork
- Microtrichia  DC.
- Pyrarda  Cass